# Elice
Elice község (comune) Olaszország Abruzzo régiójában, Pescara megyében.

## Fekvése
A megye északi részén fekszik. Határai: Atri, Castilenti, Città Sant’Angelo, Collecorvino, Penne és Picciano.

## Története
Alapítására vonatkozóan nincsenek pontos adatok. Első említése a 14. századból származik. A következő századokban nemesi birtok volt. Önálló községgé a 19. század elején vált, amikor a Nápolyi Királyságban felszámolták a feudalizmust.

## Népessége
A népesség számának alakulása:

## Főbb látnivalói
- Madonna degli Angeli-templom
- Sant’Agnello-templom
- San Rocco-templom